# Bruil-Kombex-arrest
Het arrest Bruil-Kombex (HR 29 juni 2007, NJ 2007/420) is een arrest van de Hoge Raad dat van belang is voor het leerstuk van het indirect tegenstrijdig belang in het Nederlandse ondernemingsrecht.

## Casus
In augustus 1984 koopt Bruil-Kombex van Bruil-Arnhem een perceel industrieterrein. De enig aandeelhouder van Bruil-Kombex is op dat moment ook grootaandeelhouder van Bruil-Arnhem (samen met zijn vader en zijn zuster). In de leveringsakte wordt overeengekomen dat enerzijds Bruil-Kombex een voorkeursrecht heeft indien Bruil-Arnhem resterende percelen wil verkopen, terwijl anderzijds Bruil-Arnhem het eerste recht van koop heeft indien Bruil-Kombex het gekochte terrein van de hand wil doen. De aandelen Bruil-Arnhem zijn op 10 november 1994 verkocht aan Ballast Nedam Bouw BV. In 1998 worden door Bruil-Arnhem de percelen waarover in 1984 het voorkeursrecht overeengekomen was, aan Fernhout BV in eigendom overgedragen.

## Procesgang
Bruil-Kombex vordert van Bruil-Arnhem betaling van de in de leveringsakte overeengekomen boete van f 250.000 alsmede veroordeling van Bruil-Arnhem tot nakoming van het voorkeursrecht. De rechtbank matigt de boete tot f 50.000 en veroordeelt Bruil-Arnhem tot nakoming van het voorkeursrecht. In hoger beroep voert Bruil-Arnhem aan dat zij niet aan het voorkeursrecht gehouden kan worden omdat zij bij de totstandkoming van de overeenkomst onbevoegd vertegenwoordigd was wegens tegenstrijdig belang (art. 2:256 BW). Dezelfde Bruil was immers zowel grootaandeelhouder bij Bruil-Arnhem als bij Bruil-Kombex toen de leveringsakte werd opgesteld. Het hof acht dit beroep terecht, vernietigt het vonnis en verklaart voor recht dat Bruil-Arnhem niet gebonden is aan het voorkeursrecht dat ten behoeve van Bruil-Kombex is gevestigd.

## Rechtsvraag
Is het bij een beroep op tegenstrijdig belang relevant of de betrokken belangen ook daadwerkelijk en in de concrete omstandigheden van het geval tegenstrijdig waren?

## Hoge Raad
De Hoge Raad oordeelt:

3.4 Voor de toepassing van art. 2:256 is niet vereist dat zeker is dat de betrokken rechtshandeling daadwerkelijk tot benadeling van de vennootschap zal leiden, doch is voldoende dat de bestuurder te maken heeft met zodanig onverenigbare belangen dat in redelijkheid kan worden betwijfeld of hij zich bij zijn handelen uitsluitend heeft laten leiden door het belang van de vennootschap en de daaraan verbonden onderneming. De vraag of een tegenstrijdig belang bestaat, kan slechts worden beantwoord met inachtneming van alle relevante omstandigheden van het concrete geval.
3.6 In het bijzonder in de gevallen waarin een natuurlijk persoon handelt in de hoedanigheid van bestuurder tevens aandeelhouder van meerdere vennootschappen die een groep vormen zal niet spoedig van tegenstrijdig belang in de zin van 2:256 sprake zijn, omdat het juist de bedoeling is, door de (uiteindelijke) zeggenschap in één hand te houden, de afweging van alle bij deze groepsvennootschappen betrokken belangen bij die persoon is geconcentreerd.

Het hof had derhalve niet zonder meer mogen concluderen dat in de onderhavige zaak sprake was van een tegenstrijdig belang enkel en alleen op grond van het feit dat een natuurlijk persoon bestuurder was in twee contracterende vennootschappen. De Hoge Raad vernietigt het arrest en verwijst het geding ter verdere behandeling naar het gerechtshof te 's-Hertogenbosch.

## Relevantie
Het arrest Bruil-Kombex is een belangrijke aanvulling op de vele arresten die betrekking hebben op vertegenwoordigingsbevoegdheid van een vennootschap bij (indirect) tegenstrijdig belang. Het maakt duidelijk dat een tegenstrijdig belang niet te snel moet worden aangenomen, zeker niet indien een natuurlijk persoon bestuurder is bij meerdere vennootschappen binnen een concern.